# Mohamed Alek
Mohamed Alek (17 de agosto de 1974-8 de marzo de 2016) fue un deportista argelino que compitió en atletismo adaptado. Ganó seis medallas en los Juegos Paralímpicos de Verano entre los años 1996 y 2004.

## Palmarés internacional
| Juegos Paralímpicos | Juegos Paralímpicos      | Juegos Paralímpicos | Juegos Paralímpicos |
| Año                 | Lugar                    | Medalla             | Prueba              |
| ------------------- | ------------------------ | ------------------- | ------------------- |
| 1996                | Atlanta (Estados Unidos) | Medalla de oro      | 100 m T36           |
| 1996                | Atlanta (Estados Unidos) | Medalla de oro      | 200 m T36           |
| 2000                | Sídney (Australia)       | Medalla de oro      | 100 m T37           |
| 2000                | Sídney (Australia)       | Medalla de oro      | 200 m T37           |
| 2000                | Sídney (Australia)       | Medalla de oro      | 400 m T37           |
| 2004                | Atenas (Grecia)          | Medalla de bronce   | 200 m T37           |